# Октябрьское (Флорештский район)
Октябрьское (рум. Octeabriscoe) — село в Флорештском районе Молдавии. Наряду с сёлами Васкауцы и Фэгэдэу входит в состав коммуны Васкауцы.

## География
Село расположено на высоте 164 метра над уровнем моря.

## Население
По данным переписи населения 2004 года, в селе Октябрьское проживает 207 человек (96 мужчин, 111 женщин).
Этнический состав села:
| Национальность | Число жителей | Процентный состав |
| -------------- | ------------- | ----------------- |
| молдаване      | 106           | 51,21             |
| украинцы       | 94            | 45,41             |
| русские        | 6             | 2,9               |
| поляки         | 1             | 0,48              |
| Всего          | 207           | 100 %             |